# 中美史克
中美天津史克制药有限公司（簡稱中美史克）是中華人民共和國與英國（成立之初為美國）合資的一家藥廠，總部位於天津市。合資雙方分別為天津中新药业股份有限公司、天津市医药集团有限公司以及美國的史克必成（後史克必成與其他公司合併，最終成為葛蘭素史克），旗下有新康泰克、芬必得、百多邦、史克肠虫清、保丽净等品牌。

## 歷史

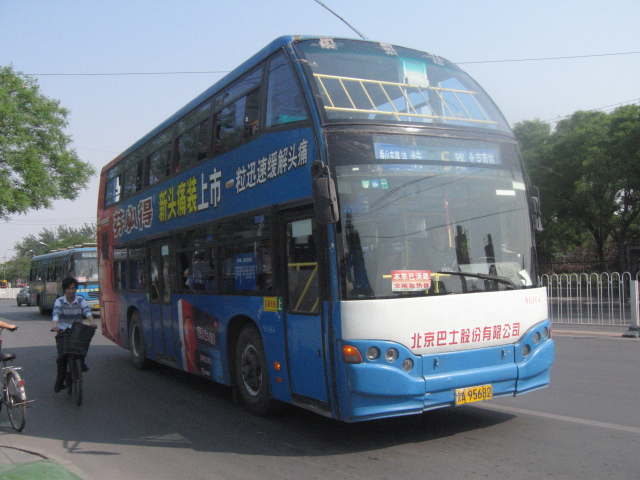
芬必得巴士廣告

公司於1987年投產。2000年，中華人民共和國宣佈禁止含有PPA（苯丙醇胺）的藥物流通，迫使中美史克公司停產和停售康泰克（复方盐酸苯丙醇胺缓释胶囊）和康得（复方氨酚美沙芬片）。受到禁令波及，中美史克的2001年的销售额較之於2000年下降了10%。2001年9月，中美史克推出不含PPA的感冒藥品牌新康泰克。
2025年1月，天津市医药集团有限公司向赫力昂(中国)有限公司转移中美天津史克制药有限公司股权。同年7月，达仁堂将所持12%中美史克股权转让予赫力昂，至此赫力昂已全面控制中美史克，公司由中外合资企业转为外商独资企业。

## 外部連結
- 官方网站